# Horst Vetten
Horst Vetten (* 19. Oktober 1933 in Düsseldorf; † 23. Juni 2014 in Unterammergau) war ein deutscher Sportjournalist und Schriftsteller.

## Leben
Vetten nahm als Berichterstatter unter anderem an 20 Olympischen Spielen und sechs Fußball-Weltmeisterschaften teil. Für seine journalistische Tätigkeit wurde er mit dem Preis des Deutschen Fußballbundes sowie fünfmal mit dem Großen Preis der Deutschen Sportpresse ausgezeichnet. 1972 erhielt Vetten den Theodor-Wolff-Preis in der Kategorie Sport. 1976 erhielt er die österreichische Olympia-Medaille.
Er veröffentlichte unter anderem Beiträge in folgenden Zeitschriften und Zeitungen: Die Zeit, Der Spiegel, Stern, Geo, Rheinische Post, Die Welt, Hamburger Abendblatt und Frankfurter Allgemeine Zeitung.
Vetten lebte und starb im oberbayerischen Unterammergau. Er befasste sich in seiner Arbeit nicht nur mit dem Sport, sondern auch mit gesellschaftlichen Themen, er veröffentlichte mehrere Bücher, Mann-o-Mann: Nachrichten aus der Männerwelt (1987), Deutsches Gelächter: Horst Vetten porträtiert die Spaßmacher der Nation (1987) sowie Deutschland deine Deutschen: beobachtet an ungewöhnlichen Schauplätzen (1982).
Vetten galt bei der Ausarbeitung seiner Texte als perfektionistisch, der Journalist Hans Riehl nannte ihn in Anspielung auf seine Bedeutung „als Schreiber ein Beckenbauer“. Vetten zählte Größen aus Sport und Journalismus zu seinen Bekannten, darunter Max Schmeling, Sepp Herberger, Harry Valérien und Dieter Kürten.
Vetten schrieb die Jugendkrimireihe Kalle, Fitz und Do, deren Einzelwerke auch als Hörspiele vertont wurden.